# Gerrie Slot
Gerrit "Gerrie" Slot (nascido em 23 de maio de 1954) é um ex-ciclista de pista holandês, que foi ativo entre 1973 e 1980. Disputou as Olimpíadass de Montreal 1976 na perseguição por equipes de 4 km, terminando na quinta posição. Em 1979, conquistou o título nacional na corrida por pontos.